# アッティカ方言

古代ギリシア語の方言の分布図

アッティカ方言（英: Attic）は、古代ギリシア語の代表的な方言。アテナイを中心とするアッティカ地方で古典期に特に使われた。プラトン、トゥキュディデス、クセノポン、アリストパネス、三大悲劇詩人、アッティカ十大雄弁家など、ギリシア文学の多くに使われている。
ヘレニズム期にコイネーが標準語となった後も、模範的な古代ギリシア語として一部の作品に使われた（アッティカ主義）。近現代の古代ギリシア語文法書も、アッティカ方言に依拠する場合が多い。
アッティカ方言とイオニア方言は近縁関係にあるため、「イオニア・アッティカ方言」（英: Ionic-Attic）と総称されたり、イオニア方言の一種に位置付けられたりする。アッティカ方言とイオニア方言は、コイネーの基礎にもなった。

## 使用例
アッティカ方言はアテナイ黄金期を象徴する方言である。特に当時のプラトン、アリストパネス、弁論家たちに純正な形が見られる。一方、トゥキュディデスや悲劇詩人たちは、かつて優勢だったイオニア方言や叙事詩体が混入したアッティカ方言を使っている。クセノポンは、アッティカ方言から外れた要素をもつが、プラトンたちに比べ文体が平易であり、そのため『アナバシス』がアッティカ方言の教材として欧米で伝統的に読まれている。
ローマ帝国期のギリシア語圏では、コイネーが一般的な中で、修辞学者のディオニュシオス、カイキリオス、プリュニコス、第二次ソフィストらが、アッティカ方言を模範として擬古的に用いた。これをアッティカ主義という。
ビザンツ期にもアッティカ主義は継承された。例えばポティオスやトマス・マギステルはアッティカ方言の手引書を作り、コンスタンティノープル陥落時の歴史家クリトブロスに至るまで多くの著述家がアッティカ方言に倣った文体を用いた。

## 特徴
アッティカ方言の特徴として、特有の語形変化や、ディガンマの消失などの音韻変化、東方ギリシア文字に属する文字体系などが挙げられる。
他の方言で「海」を意味する「タラッサ」（θάλασσα）は、アッティカ方言では「タラッタ」（θάλαττα）になる。上記『アナバシス』の名台詞に「タラッタ！タラッタ！」（海だ！海だ！）がある。